# Hausbrunn
Hausbrunn là một thị xã thuộc huyện Mistelbach trong bang Niederösterreich.